# Charles Seignobos
Charles Seignobos, né le 10 septembre 1854 à Lamastre et mort le 24 avril 1942 à Ploubazlanec, est un historien français.

## Biographie

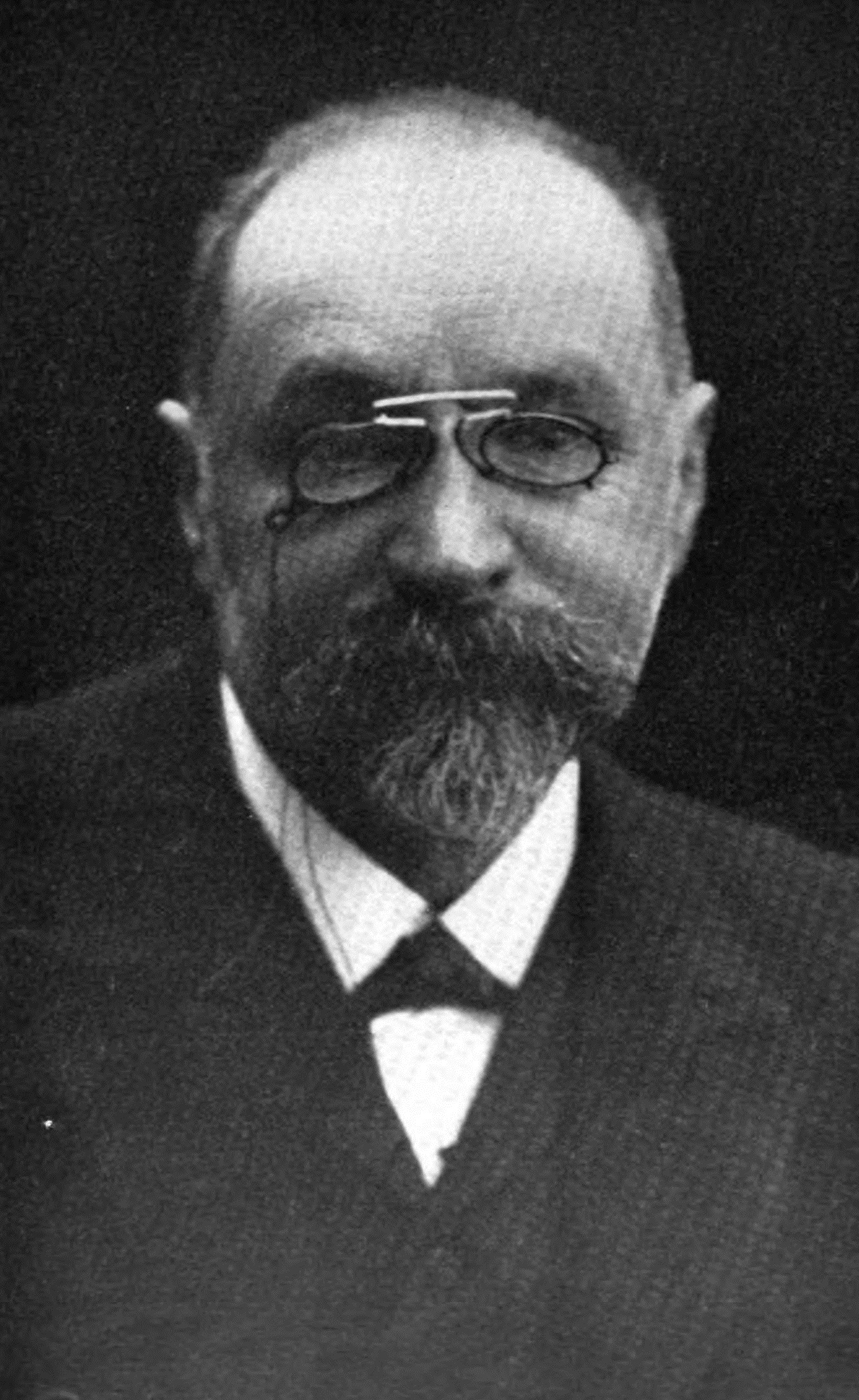
Charles Seignobos vers 1909.

Né en 1854 à Lamastre en Ardèche, Charles Seignobos est le fils de Charles-André Seignobos, député de l'Ardèche (1871-1881 et 1890-1892) et conseiller général de Lamastre (1852-1892), de famille protestante et républicaine. Il passe le baccalauréat à Tournon en 1871, où il fut pour un temps élève de Stéphane Mallarmé. Après de brillantes études à l'École normale supérieure dès 1874, où il suit les cours de Fustel de Coulanges et d'Ernest Lavisse, il est reçu premier à l'agrégation d'histoire en 1877.
Grâce à une bourse universitaire, il part ensuite étudier deux années en Allemagne entre 1877 et 1879 : il s'installe quelque temps à Göttingen, Berlin, Munich et Leipzig. En 1879 il est nommé maître de conférence à l'université de Dijon avec pour mission, confiée par le ministère, d’acclimater une université provinciale à l’enseignement par séminaire, comme en Allemagne. Le 29 avril 1882, Seignobos soutient ses deux thèses de doctorat ès lettres en Sorbonne. La première, en latin, traite du caractère de la plèbe romaine chez l’historien Tite-Live. La deuxième, en français, s’intéresse à la féodalité médiévale en Bourgogne. Malgré des difficultés oratoires, le jury lui décerne la « mention de l’unanimité », c’est-à-dire la mention la plus élevée, pour un travail jugé sérieux et méthodique. 
En 1883, il est nommé à la Sorbonne en tant que chargé d'un cours libre sur les institutions européennes, puis chargé des fonctions de maître de conférences de pédagogie de 1890 à 1897. Il est ensuite, au sein de cette université, maître de conférences en 1897, chargé d'un cours d'histoire moderne en 1898, chargé d'un cours d'histoire générale et professeur adjoint en 1904 puis professeur d'histoire politique des temps modernes et contemporains de 1921 à 1925. Il est considéré comme l'un des deux fondateurs, avec son ami le physiologiste Louis Lapicque, de la communauté scientifique et humaniste « Sorbonne-Plage », à L'Arcouest, près de Paimpol. Marie Curie, qui y venait depuis 1912, y a fait construire une maison,.
Au cours de sa carrière, il fut éditeur de l'Européen en 1901, 1903 et 1906, secrétaire de la rédaction du Bulletin universitaire de l'enseignement et membre du comité de rédaction du Bulletin des bibliothèques populaires. Il a appartenu à plusieurs sociétés dont la Société d'histoire de la Révolution, la Société d'histoire de la Révolution de 1848 et il a été président de la Société d'histoire moderne. Il a collaboré à l'Histoire littéraire de la France et à l'Histoire générale. Il fut membre de la Ligue des droits de l'homme.
Son frère Raymond Seignobos succéda à leur père à la mairie de Lamastre (qui avait été maire seulement quelques semaines en 1870) de 1895 à 1914.
Dreyfusard, Charles Seignobos s'oppose à la loi des Trois ans et soutient un comité pacifiste en 1917.
Charles Seignobos meurt en avril 1942, après avoir été placé en résidence surveillée à Ploubazlanec en Bretagne. Les autorités de l'époque ayant refusé que son corps soit transféré à Lamastre, ce n'est qu'en 1947 qu'il fut inhumé dans la propriété familiale des Rochains.
Considéré avec Charles-Victor Langlois comme l'un des chefs de l'école méthodique de l'Histoire, Seignobos est l'auteur de nombreux ouvrages d'histoire politique mettant en application la méthode historique allemande et bénéficiant de son excellent niveau de maîtrise de l’allemand et l’anglais pour la recherche documentaire. Il est l'un des acteurs majeurs de l'histoire méthodique, qui repose sur la lecture critique des sources manuscrites.

## Citations
- « L'homme instruit par l'histoire sait que la société peut être transformée par l'opinion, que l'opinion ne se modifiera pas toute seule et qu'un seul individu est impuissant à la changer. Mais il sait que plusieurs hommes, opérant ensemble dans le même sens, peuvent modifier l'opinion. Cette connaissance lui donne le sentiment de son pouvoir, la conscience de son devoir et la règle de son activité, qui est d'aider à la transformation de la société dans le sens qu'il regarde comme le plus avantageux. Elle lui enseigne le procédé le plus efficace, qui est de s'entendre avec d'autres hommes animés des mêmes intentions pour travailler de concert à transformer l'opinion. » (L'enseignement de l'histoire comme instrument d'éducation politique[12].)
- « L'historien est dans la position d'un physicien qui ne connaîtrait les faits que par le compte rendu d'un garçon de laboratoire ignorant et peut-être menteur. » (La Méthode historique appliquée aux sciences sociales.)
- « L'histoire a pour but de décrire, au moyen de documents, les sociétés passées et leurs métamorphoses » (Extrait de Charles Seignobos)

## Publications
- 1882 : Le régime féodal en Bourgogne, Paris : E. Thorin, thèse de doctorat
- 1890 : Histoire des peuples de l'Orient, Paris : A. Colin
- 1891 : Scènes et épisodes de l'histoire nationale, illustrés de 60 compositions inédites, Armand Colin et Cie Éditeurs, Paris.
- 1892 : Histoire narrative et descriptive de la Grèce ancienne, Paris: Armand Colin
- 1894 : Histoire narrative et descriptive du Peuple Romain, Paris: Armand Colin
- 1897 : Histoire politique de l'Europe contemporaine
- 1897 : Introduction aux études historiques, en collaboration avec Charles-Victor Langlois (rééd. 1992) nouvelle édition 2014 disponible en ligne dans la Bibliothèque idéale des sciences sociales, avec une préface inédite de Gérard Noiriel
- 1898 : Scènes et épisodes de l'histoire d'Allemagne ill. de 40 compositions inédites par G. Rochegrosse et A. Mucha, Paris : A. Colin et Cie
- 1901 : La Méthode historique appliquée aux sciences sociales, Alcan (nouvelle éd. 2014) disponible en ligne dans la Bibliothèque idéale des sciences sociales, avec une préface inédite d'Antoine Prost
- 1905 : Histoire de la civilisation (3 volumes in-16, cartonnés toile marron, avec figures), Masson et Cie (4e éd.) :
  - Histoire de la civilisation ancienne (Orient, Grèce, Rome)
  - Histoire de la civilisation au Moyen Âge et dans les temps modernes
  - Histoire de la civilisation contemporaine
- Histoire de la civilisation (correspondant à la quatrième et cinquième année de l'enseignement des jeunes filles) (2 volumes in-16, cartonnés toile verte, avec figures) :
  - Abrégé de l'histoire de la civilisation (depuis les temps les plus reculés jusqu'à nos jours, début XXe siècle)
  - Histoire de la civilisation ancienne (jusqu'au Xe siècle) Orient, Grèce, Rome, Les Barbares (Programmes scolaires du 31/05/1902 pour les secondes et les premières)[13]
- 1914 : Histoire narrative et descriptive de l'Antiquité (Cours d'histoire 6e A et B) (10e éd.)
- 1921 : Histoire de la France contemporaine, en collaboration avec Ernest Lavisse
- [1921-1926] : Histoire politique de l'Europe contemporaine. Évolution des partis et des formes politiques 1814-1914, 2 tomes (7e éd. entièrement refondue et considérablement augmenté), Paris: Armand Colin (rééd. 1929-1931)
- 1933 : Histoire sincère de la Nation française. Essai d'une histoire de l'évolution du peuple français, PUF (2e éd. 1945)
- 1934 : Études de politique et d'histoire, PUF
- 1938 : Essai d’une histoire comparée des peuples de l’Europe

## Distinctions
- Grand officier de la Légion d'honneur (5 aout 1939)[14]